# Minysicya caudimaculata
Minysicya caudimaculata – gatunek drobnej, morskiej ryby z rodziny babkowatych. Jedyny przedstawiciel rodzaju Minysicya. 

## Występowanie
Ocean Indyjski, Ocean Spokojny
Dorasta do 1,5 cm długości.